# Pointe du Lingustier
La pointe du Lingustier est un sommet situé dans le massif des Écrins, dans les Hautes-Alpes en région Provence-Alpes-Côte d'Azur.

## Géographie et accès
La pointe du Lingustier est un sommet de 2 359 m d'altitude sur la commune de Saint-Michel-de-Chaillol dans le canton de Saint-Bonnet-en-Champsaur. Une balade passant par le col de la Pisse et le col du Viallet ainsi que la pointe du Lingustier est connue.
Le col du Viallet se situe entre la pointe du Lingustier et le pic Queyrel et le col de la Pisse se situe entre la pointe du Lingustier et le pic du Tourond.